# Anisothrix
Anisothrix là một chi thực vật có hoa trong họ Cúc (Asteraceae).

## Loài
Chi Anisothrix gồm các loài: